# Bernal Díaz del Castillo

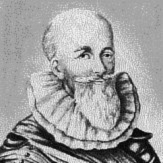
Bernal Díaz del Castillo

Bernal Díaz del Castillo (* zwischen Oktober 1495 und März 1496 in Medina del Campo; † 3. Februar 1584 in Santiago de los Caballeros de Guatemala, Guatemala) war ein spanischer Konquistador, der einen Augenzeugenbericht über die Eroberung Mexikos unter Hernán Cortés verfasst hat.

## Leben
Bernals Vater, Francisco Díaz del Castillo, war Regidor von Medina del Campo. Die unmittelbaren Vorfahren standen im Dienste der spanischen Krone. Die Familie war sicher nicht reich. Bernal Diaz del Castillo muss aber über einige Mittel verfügt haben, da er auf eigene Kosten nach Kuba reiste. Dort rüstete er sich selbst für verschiedene Expeditionen aus, an denen er persönlich teilnahm. Er wuchs in einem von Arbeit und Religiosität geprägten Milieu auf und erhielt eine seinem Stand entsprechende, geringe schulische Ausbildung. Nach eigenen Angaben segelte er im Jahr 1514 in der Flotte des neu ernannten Gouverneurs von Panamá, Pedrarias Dávila, nach Kuba, um sein Glück zu suchen. Ein Großteil der indigenen Bevölkerung der Insel war bereits Krankheiten und Zwangsarbeit zum Opfer gefallen, und so wurde 1517 eine Expedition zu den kleineren karibischen Inseln ausgesandt, um weitere Arbeitskräfte aufzutreiben. Díaz schloss sich der Gruppe unter dem Kommando von Francisco Hernández de Córdoba an. Es war ein schwieriges Unternehmen, und obwohl sie die Küste Yucatáns entdeckten, befanden sie sich zum Zeitpunkt ihrer Rückkehr in einem katastrophalen Zustand.
Im April 1518 kehrte Díaz zur Küste von Yucatán mit einer Expedition zurück, die von Juan de Grijalva mit der Absicht geführt wurde, die neu entdeckten Länder zu erforschen. Nach seiner Rückkehr nach Kuba schrieb er sich bei einer neuen Expedition ein, diesmal angeführt von Hernán Cortés. Bei diesem dritten Anlauf mit neun Schiffen nahm Díaz am 10. Februar 1519 an einem der erfolgreichsten Militärzüge der Geschichte teil, der das Ende des Aztekenreiches in Mesoamerika bedeutete. Während dieses Feldzuges sprach Díaz regelmäßig mit seinen Kameraden über ihre Erfahrungen und sammelte sie in einer zusammenhängenden Erzählung. Das daraus resultierende Buch war die Wahrhafte Geschichte der Eroberung von Neuspanien (Historia Verdadera de la Conquista de la Nueva España). Darin beschreibt er zahlreiche der 119 Schlachten, von denen er angibt, daran teilgenommen zu haben, und die 1521 im Sturz des Aztekenreiches gipfelten.
Díaz nahm auch an der unglücklichen Expedition Cortés’ nach Hibueras (Honduras) in den Jahren 1524 bis 1526 teil, die quer durch Yucatán führte und die Maya-Siedlung Petén Itzá berührte.

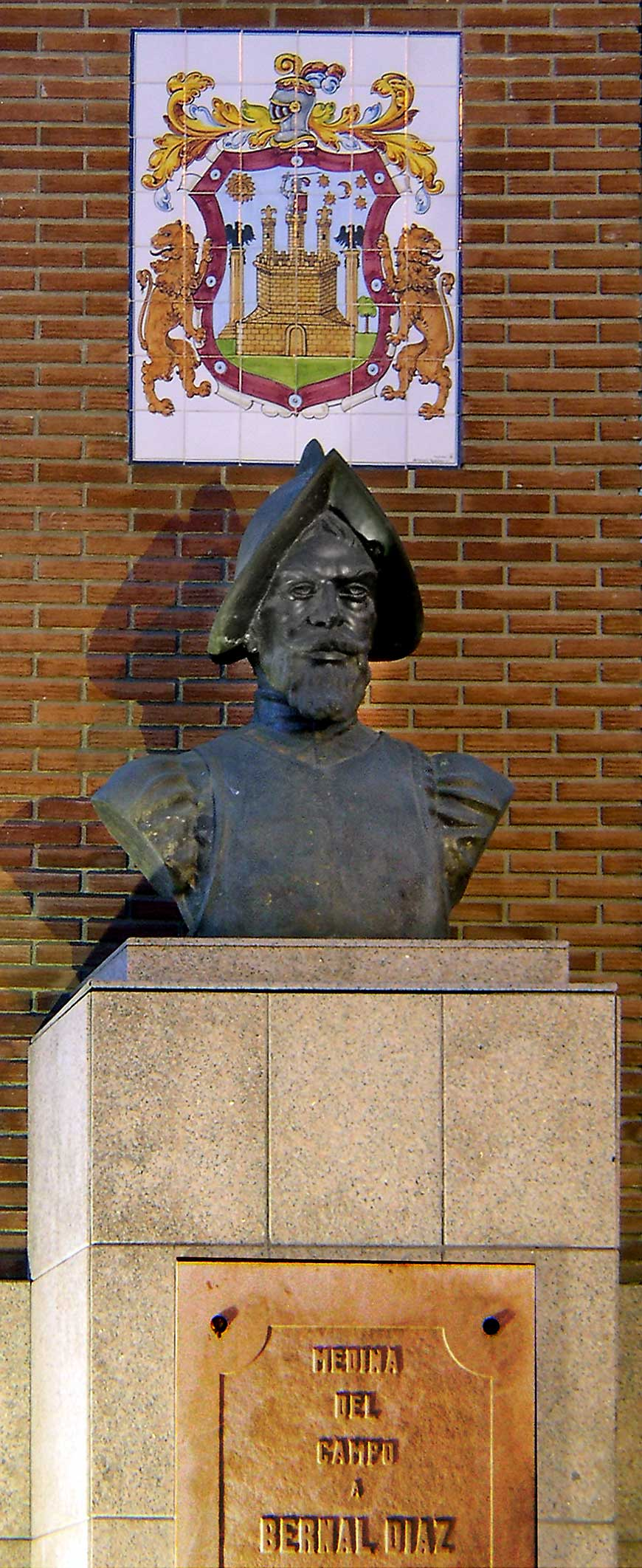
Büste von Bernal Díaz del Castillo in Medina del Campo, Spanien.

Díaz war sehr lange als Regidor in Coatzacoalcos tätig. Er reiste zweimal nach Spanien (1539–1541 und 1550–1551), um für sich beim König zusätzliche Einkünfte und weiterreichende Vollmachten zu erlangen. Er trat auch als Befürworter einer dauernden Vergabe der Encomienden bei einer Anhörung des Indienrates in Sevilla auf, wobei er in scharfe Opposition zu Bartolomé de las Casas geriet, die sich auch in seinen Schriften niederschlägt. Als Lohn für seine Dienste wurde Díaz zum Gouverneur von Santiago de los Caballeros ernannt, dem heutigen Antigua Guatemala, in dessen Kathedrale er bestattet wurde.

## Schriften
Bereits zwischen 1552 und 1557 begann Díaz einen Bericht über die Eroberung Mexikos zu schreiben, der vermutlich als Probanza de méritos, als Nachweis seiner Verdienste mit dem Ziel der Erlangung königlicher Unterstützung konzipiert war. Später las er Francisco de Gómaras Buch über die Eroberung, erschienen im Jahre 1552. Mit dem Werk Gómaras war er nur bedingt einverstanden und er beschloss, eine Darstellung aus seinem Blickwinkel als einfacher Soldat zu verfassen. Die erste Fassung wurde 1568 fertiggestellt und nach Spanien gesandt, eine weitere, vollständigere 1575. In einer zurückbehaltenen Kopie machte Díaz bis zu seinem Tod Veränderungen. Díaz starb 1584, ohne die Veröffentlichung seines Buches erlebt zu haben. Das erste nach Spanien geschickte Manuskript wurde 1632 in einer deutlich überarbeiteten Fassung veröffentlicht. Auch andere Manuskripte befinden sich in Spanien. Das von Bernal Díaz bis zu seinem Tod bearbeitete Manuskript, das später von seinem Sohn Francisco weiter bearbeitet wurde, befindet sich in Guatemala. 

## Ausgaben und Übersetzungen
- Bernal Díaz del Castillo: Historia verdadera de la conquista de la Nueva España, Biblioteca Virtual Miguel de Cervantes, 2005
- Bernal Díaz del Castillo: Historia verdadera de la conquista de la Nueva España. Hrsg. von Guillermo Serés. Real Academia Española, Madrid 2011
- Bernal Díaz del Castillo: Historia verdadera de la conquista de la Nueva España. Manuscrito Guatemala. Hrsg.: José Antonio Barbón Rodríguez. El Colegio de México, México, D.F. 2005, ISBN 968-12-1196-0 (Rezension von Felix Hinz bei H-Soz-u-Kult).
- Bernal Díaz del Castillo: Geschichte der Eroberung von Mexiko. Hrsg.: Georg Adolf Narziß. Insel-Verlag, Frankfurt am Main 1988, ISBN 3-458-32767-3.